# Obraz Matki Boskiej Ursynowskiej Wytrwale Szukającej
Wizerunek Matki Boskiej Ursynowskiej Wytrwale Szukającej – wizerunek Matki Boskiej namalowany na płótnie lnianym techniką olejną.
Obraz znajduje się w kościele Wniebowstąpienia Pańskiego na Ursynowie. Został ukoronowany przez kard. Józefa Glempa 18 czerwca 2006.